# My Memory of Us
My Memory of Us – komputerowa gra platformowa wyprodukowana przez Juggler Games, a wydana przez IMGN.PRO na komputery osobiste, PlayStation 4 i Xbox One. Jej premiera odbyła się 9 października 2018 roku. Opowiada historię dwojga dzieci w czasach wojny.
Produkcja zebrała mieszane recenzje w mediach branżowych. Chwalono głównie fabułę i oprawę graficzną, natomiast źle oceniono zagadki i niski poziom trudności.

## Rozgrywka
Historia opowiedziana w grze została podzielona na rozdziały, każdy na osobnym poziomie. Rozgrywka toczy się na dwuipółwymiarowych poziomach. Gracz steruje postaciami dziewczyny i chłopca, które mogą chodzić na boki i w głąb. Chłopiec potrafi wchodzić do rur, skradać się i odbijać światło, używając lusterka. Dziewczyna potrafi biegać i strzelać z procy. Postacie mogą złapać się za ręce; wtedy umiejętności jednej z nich przechodzą na drugą, np. jak dziewczyna złapie chłopca za rękę, to mogą razem biec. W zależności od misji, celem jest przejście do kolejnej lokalizacji, zdobycie przedmiotu czy uratowanie bliskiej osoby.

## Produkcja
Na początku 2017 roku polski wydawca IMGN.PRO zapowiedział My Memory of Us, grę przygodową inspirowaną wydarzeniami II wojny światowej. W sierpniu 2018 roku twórcy udostępnili zwiastun produkcji i zapowiedzieli termin premiery. Brytyjski aktor Patrick Stewart udzielił swojego głosu postaci narratora. Gra charakteryzuje się czarno-białą oprawą graficzną, jednak niektóre przedmioty w grze mają czerwoną barwę, nawiązując do filmu Lista Schindlera. W 2020 roku gra została wydana na urządzenia mobilne.

## Odbiór
Gra uzyskała średnią z ocen wynoszącą 67/100 punktów w serwisie Metacritic. Produkcja zdobyła nagrodę „2017 Pixel Heaven”, była nominowana do „2018 SXSW” oraz „Best Game Art” i „Best Game Narrative” na konferencji Indie Prize. Gra była nominowana w 2018 roku do nagrody Paszport „Polityki”.